# Pavel Kozák
Pavel Kozák (* 14. května 1971 Pacov) je český vědec v oboru rybářství, od dubna 2024 rektor Jihočeské univerzity v Českých Budějovicích, předtím v letech 2017 až 2024 děkan její Fakulty rybářství a ochrany vod.

## Život
Vystudoval Zemědělskou fakultu Jihočeské univerzity v Českých Budějovicích, kde získal v roce 1993 titul inženýra. V roce 2002 získal na téže univerzitě titul Ph.D., v roce 2009 dosáhl hodnosti docenta a v roce 2015 byl na Fakultě rybářství a ochrany vod JU jmenován profesorem v oboru rybářství.
V letech 2009 až 2017 byl ředitelem Výzkumného ústavu rybářského a hydrobiologického ve Vodňanech a zároveň vedoucím Laboratoře etologie ryb a raků. Od založení Fakulty rybářství a ochrany vod Jihočeské univerzity v roce 2009 do roku 2013 působil jako její proděkan pro vnější vztahy a následně se v prosinci 2017 stal děkanem fakulty. Ve své akademické práci se specializuje na chov korýšů a měkkýšů.
Byl členem Akademického senátu Jihočeské univerzity v Českých Budějovicích, Mezinárodní vědecké rady fakulty a centra CENAKVA a vědeckých rad několika vzdělávacích či vědeckých institucí. Ministrem zemědělství ČR byl jmenován členem Monitorovacího výboru Operačního programu Rybářství a dalších komisí souvisejících s rybářstvím. Od roku 1998 je členem Mezinárodní astakologické organizace a od roku 2015 působí v jejím nejužším vedení. Je dlouholetým členem hodnotících panelů Grantové agentury ČR a nyní předsedá hodnotícímu panelu Ekologie rostlin a živočichů.
V listopadu 2023 jej Akademický senát Jihočeské univerzity v Českých Budějovicích zvolil kandidátem na funkci rektora univerzity, a to 32 hlasy od 36 přítomných (byl jediným kandidátem). Na konci února 2024 jej do této funkce na Pražském hradě jmenoval prezident ČR Petr Pavel, a to s účinností od 1. dubna 2024. Nahradil tak dosavadního rektora Bohumila Jirouška, jenž se z osobních důvodů do volby nepřihlásil.
Pavel Kozák je ženatý, má tři děti. Ve volném čase se věnuje rybaření, cyklistice, četbě a přírodě.